# Georg Peter
Georg Peter (* im 19. Jahrhundert; † im 20. Jahrhundert) war Komponist.
Georg Peter schrieb und arrangierte Unterhaltungsmusik, darunter zahlreiche Singspiele und Vokalwerke mit Klavierbegleitung. In größerer Zahl veröffentlichte er humoristische Soloszenen, Duette, Duoszenen und Gesamtspiele. Er verlegte Werke beim Verlag Karl Hochstein in Heidelberg.

## Werke (Auswahl)
- Am kühlen Weserstrand (Konzertwalzer)
- Bauer und Automat (Soloszene)
- Bei der Wahrsagerin (Terzett)
- Brautschatz (Singspiel)
- Das erste Mittagessen (humoristisches Duett)
- Das frohe Lied vom Zukunftsstaat
- Der erste Hochzeitstag (humoristische Szene)
- Ein Ehemann im Jahr 2000
- Eine Operation beim Dorfbader (drastisches Gesamtspiel für Herren)
- Heimkehr der Schwiegermutter (komisches Weihnachts-Gesamtspiel)
- König und sein Leibarzt (große Parodie für Chor und Soli mit Pianoforte)
- Michel am Telephon (Humoristisches Terzett oder Duett mit bekannten Melodien für mittlere Männerstimmen mit Pianoforte)
- Reise durch Europa (geographisches Potpourri für Pianoforte mit Text)